# リッチ・クレメンティ
リッチ・クレメンティ（Rich Clementi、1977年3月31日 - ）は、アメリカ合衆国の男性総合格闘家。イタリア系アメリカ人。ニュージャージー州エジソン出身。チーム・ブードゥー所属。リッチ・クレメンテとも表記される。

## 来歴
高校時代にレスリングを学ぶ。その後、海軍に入隊し7年間の軍役を経験。1999年プロ総合格闘技デビュー。
2004年1月11日、ZST-GPにて小谷直之、TAISHOらを下し決勝に駒を進めるも、決勝戦のマーカス・アウレリロ戦で試合開始早々にアウレリロの右のパンチを左目に喰らってしまい、タップアウト負け。
2006年8月、リアリティ番組「The Ultimate Fighter」のシーズン4に「チーム・ノー・ラヴ」の一員として参加。11月11日のフィナーレではディン・トーマスと対戦し、チョークスリーパーで一本負けを喫した。
2007年3月15日、HERO'S初参戦となったHERO'S 2006で宇野薫と対戦し、0-3の判定負け。
2007年9月22日、UFC 76にて4年ぶりにUFCに参戦。アンソニー・ジョンソンに序盤主導権を握られるも、2Rにバックからのチョークスリーパーを極め逆転の一本勝利を収めた。
2008年4月19日、UFC 83でサム・スタウトと対戦し、2-1の判定勝ちを収めた。10月25日、UFC 90でグレイ・メイナードと対戦し、0-3の判定負けを喫した。
2009年2月7日、UFC Fight Night: Lauzon vs. Stephensでグレイゾン・チバウと対戦し、ギロチンチョークで一本負け。2連敗となりUFCからリリースされた。
2010年9月9日、Bellator初参戦となったBellator 28のライト級トーナメント1回戦でケーリー・ヴァニアーと対戦し、1-2の判定負けを喫した。
2011年5月29日、DREAM初参戦となったDREAM JAPAN GPで青木真也と対戦し、フェイスロックで一本負けを喫した。

## 戦績
| 総合格闘技 戦績 | 総合格闘技 戦績 | 総合格闘技 戦績 | 総合格闘技 戦績 | 総合格闘技 戦績 | 総合格闘技 戦績 | 総合格闘技 戦績 |
| --------------- | --------------- | --------------- | --------------- | --------------- | --------------- | --------------- |
| 62 試合         | (T)KO           | 一本            | 判定            | その他          | 引き分け        | 無効試合        |
| 40 勝           | 10              | 21              | 9               | 0               | 1               | 0               |
| 21 敗           | 3               | 9               | 9               | 0               | 1               | 0               |

| 勝敗 | 対戦相手                                   | 試合結果                           | 大会名                                                                                   | 開催年月日     |
| ×    | ヒカルド・チルローニ                       | 5分3R終了 判定0-3                  | Bellator 101 【ライト級トーナメント 1回戦】                                              | 2013年9月27日  |
| ×    | マルチン・ヘルド                           | 2R 3:04 アンクルホールド           | Bellator 81 【ライト級トーナメント 準決勝】                                              | 2012年11月16日 |
| ○    | タイガー・サルナフスキー                   | 5分3R終了 判定2-1                  | Bellator 77 【ライト級トーナメント 1回戦】                                               | 2012年10月19日 |
| ○    | デレック・カンポス                         | 1R 4:18 ギロチンチョーク           | Bellator 70                                                                              | 2012年5月25日  |
| ×    | 青木真也                                   | 2R 2:17 フェイスロック             | DREAM JAPAN GP -2011バンタム級日本トーナメント-                                          | 2011年5月29日  |
| ×    | レザ・マダディ                             | 5分3R終了 判定0-3                  | Superior Challenge 7: Rise of Champions 【SCライト級王座決定戦】                         | 2011年4月30日  |
| ○    | ジョシュ・ヒンケル                         | 5分3R終了 判定3-0                  | TCF: Rogue Warrior Championship                                                          | 2011年4月8日   |
| ×    | アーロン・ダロウ                           | 3R 3:35 三角絞め                   | Titan FC 16                                                                              | 2011年1月28日  |
| ○    | フィリップ榎本                             | 3R 4:25 腕ひしぎ十字固め           | CW 13: Validation                                                                        | 2010年12月10日 |
| ×    | ケーリー・ヴァニアー                       | 5分3R終了 判定1-2                  | Bellator 28 【ライト級トーナメント 1回戦】                                               | 2010年9月9日   |
| ○    | レニー・ネルソン                           | 1R 3:32 チョークスリーパー         | Steel Fist Entertainment: Hostile Validation                                             | 2010年7月31日  |
| ○    | グレン・コルドーザ                         | 2R 三角絞め                        | Cajun Fighting Championships: Full Force                                                 | 2010年6月25日  |
| ×    | クィン・ミュラーン                         | 2R 3:09 TKO（パンチ連打）          | KOTC: Vengeance                                                                          | 2010年2月12日  |
| ○    | マイク・バドニック                         | 5R 2:10 チョークスリーパー         | 5150 Combat League / XFL: New Year's Revolution 【5150 Combat Leagueライト級王座決定戦】 | 2010年1月16日  |
| ○    | クリス・ストリンガー                       | 2R 3:11 三角絞め                   | Cage Wars: Nightmare                                                                     | 2009年11月29日 |
| ×    | カイル・ジェンセン                         | 1R 0:45 TKO（鎖骨骨折）            | UCFC: Rumble on the Rivers                                                               | 2009年6月27日  |
| ○    | サスケ・ザパタ                             | 1R 4:16 肩固め                     | Adrenaline MMA 3                                                                         | 2009年6月13日  |
| ×    | グレイゾン・チバウ                         | 1R 4:35 ギロチンチョーク           | UFC Fight Night: Lauzon vs. Stephens                                                     | 2009年2月7日   |
| ×    | グレイ・メイナード                         | 5分3R終了 判定0-3                  | UFC 90: Silva vs. Cote                                                                   | 2008年10月25日 |
| ○    | テリー・エティム                           | 5分3R終了 判定3-0                  | UFC 84: Ill Will                                                                         | 2008年5月24日  |
| ○    | サム・スタウト                             | 5分3R終了 判定2-1                  | UFC 83: Serra vs. St-Pierre 2                                                            | 2008年4月19日  |
| ○    | メルヴィン・ギラード                       | 1R 4:40 チョークスリーパー         | UFC 79: Nemesis                                                                          | 2007年12月29日 |
| ○    | アントワーヌ・スキナー                     | 1R 1:46 ギブアップ（パンチ連打）   | SCF: Punishment at the PMAC                                                              | 2007年10月13日 |
| ○    | アンソニー・ジョンソン                     | 2R 3:05 チョークスリーパー         | UFC 76: Knockout                                                                         | 2007年9月22日  |
| ○    | カイル・ギボンズ                           | 1R 2:18 チョークスリーパー         | IFO: Wiuff vs. Salmon                                                                    | 2007年9月1日   |
| ×    | ホアン・"ジュカオン"・カルネイロ           | 5分3R終了 判定0-3                  | UFC Fight Night: Stevenson vs. Guillard                                                  | 2007年4月5日   |
| ○    | ロス・ポイントン                           | 2R 4:53 チョークスリーパー         | UFC Fight Night: Evans vs. Salmon                                                        | 2007年1月25日  |
| ×    | ディン・トーマス                           | 2R 3:11 チョークスリーパー         | The Ultimate Fighter 4 Finale                                                            | 2006年11月11日 |
| ×    | 宇野薫                                     | 5分2R終了 判定0-3                  | HERO'S 2006                                                                              | 2006年3月15日  |
| ○    | ブライアン・ダン                           | 1R 4:48 TKO（パンチ連打）          | Battle at the Boardwalk                                                                  | 2006年2月17日  |
| ○    | ファビオ・ホーランダ                       | 3R 4:20 TKO（パンチ連打）          | TKO 24: Eruption                                                                         | 2006年1月28日  |
| ○    | ライアン・シュルツ                         | 1R 3:39 腕ひしぎ十字固め           | Absolute Fighting Championships 14                                                       | 2005年12月10日 |
| ○    | クリス・ミックル                           | 1R 2:51 TKO（パンチ連打）          | Extreme Challenge 64                                                                     | 2005年10月15日 |
| ○    | 花澤大介13                                 | 5分3R終了 判定3-0                  | Euphoria: USA vs. World                                                                  | 2005年2月26日  |
| ○    | ヘンリー・マタモロス                       | 5分3R終了 判定3-0                  | Euphoria: Road to the Titles                                                             | 2004年10月15日 |
| ○    | トム・カーク                               | 1R チョークスリーパー              | RCF: Showdown                                                                            | 2004年7月17日  |
| ○    | エディ・ヤギン                             | 3R TKO（ドクターストップ）         | PXC 2: Chaos                                                                             | 2004年5月22日  |
| ○    | セルゲイ・ゴリアエフ                       | 2R 3:43 三角絞め                   | Euphoria: Russia vs. USA                                                                 | 2004年3月13日  |
| ×    | デイビッド・ガードナー                     | 5分3R終了 判定0-3                  | Freestyle Fighting Championships 8 【FFCライト級王座決定戦】                             | 2004年3月5日   |
| ×    | マーカス・アウレリオ                       | 1R 0:40 ギブアップ（目の負傷）     | ZST GP 決勝大会 【決勝】                                                                 | 2004年1月11日  |
| ○    | TAISHO                                     | 5分2R終了 判定3-0                  | ZST GP 決勝大会 【準決勝】                                                               | 2004年1月11日  |
| ○    | 小谷直之                                   | 5分2R終了 判定3-0                  | ZST GP 決勝大会 【2回戦】                                                                | 2004年1月11日  |
| ○    | アロイジオ・バロス                         | 5分2R終了 判定3-0                  | ZST GP 開幕戦 【1回戦】                                                                  | 2003年11月23日 |
| △    | 小谷ヒロキ                                 | 5分3R終了 時間切れ                 | THE BATTLE FIELD ZST 4                                                                   | 2003年9月7日   |
| ○    | ジョン・ワイドラー                         | 1R 0:35 KO（膝蹴り）               | FFC 6: No Love                                                                           | 2003年7月11日  |
| ×    | イーブス・エドワーズ                       | 3R 4:07 チョークスリーパー         | UFC 41: Onslaught                                                                        | 2003年2月28日  |
| ○    | ジェームス・ミールズ                       | 1R 1:55 TKO（パンチ連打）          | Tuesday Night Fights                                                                     | 2002年12月17日 |
| ○    | アイザイア・マーティンス                   | 1R 5:00 TKO（鼻の骨折）            | RFC 1: The Beginning                                                                     | 2002年7月13日  |
| ○    | ジョー・ジョーダン                         | 1R 2:05 腕ひしぎ十字固め           | Freestyle Fighting Championships 2                                                       | 2002年5月4日   |
| ○    | ジャスティン・ジェームス                   | 2R 1:20 チョークスリーパー         | Rock 'N' Rumble 1                                                                        | 2001年12月29日 |
| ○    | セドリック・ステュワート                   | 1R 2:23 チョークスリーパー         | Extreme Challenge 44                                                                     | 2001年9月15日  |
| ○    | ウォーレン・ドンリー                       | 2R 0:30 KO（パンチ連打）           | Reality Combat Fighting 11                                                               | 2001年5月10日  |
| ○    | ダニー・ペイン                             | 1R 1:37 ネッククランク             | Reality Combat Fighting 10                                                               | 2001年3月31日  |
| ○    | エドウィン・オールセイツ                   | 1R 3:36 チキンウィングアームロック | DFC: Submission Grappling Championships                                                  | 2001年3月17日  |
| ○    | ジェレミー・ヒメネス                       | 1R 2:15 腕ひしぎ十字固め           | DFC: Submission Grappling Championships                                                  | 2001年3月17日  |
| ×    | ピート・スプラット                         | 1R TKO（ドクターストップ）         | Reality Combat Fighting 9                                                                | 2001年1月27日  |
| ○    | チャールズ・"クレイジー・ホース"・ベネット | 1R ギブアップ（パンチ連打）        | WEF: Rumble at the Rodeo 1                                                               | 2000年12月16日 |
| ×    | スティーブ・バーガー                       | 1R 3:14 腕ひしぎ十字固め           | Dangerzone: Insane In Ft. Wayne                                                          | 2000年11月25日 |
| ×    | リック・マッコイ                           | 15分2R終了 判定                    | Dangerzone: Night of the Beast                                                           | 2000年10月28日 |
| ×    | ベン・イヤーウッド                         | 1R 8:32 腕ひしぎ十字固め           | Extreme Challenge 36                                                                     | 2000年8月26日  |
| ○    | ディミトリウス・ウィルソン                 | 1R 4:40 TKO（パンチ連打）          | World Vale Tudo Federation: Cage Brawl                                                   | 2000年8月19日  |
| ○    | アリスティデス・ブリット                   | 1R 2:19 ギブアップ（パンチ連打）   | Reality Combat Fighting 6                                                                | 2000年6月24日  |
| ○    | スコット・メリア                           | 1R 1:28 ギブアップ（パンチ連打）   | Reality Combat Fighting 6                                                                | 2000年6月24日  |
| ×    | リック・トンプソン                         | 18分1R終了 判定                    | Reality Combat Fighting 3: Return of the Rage                                            | 2000年1月28日  |
| ×    | クリス・サイファート                       | 2分3R終了 判定0-3                  | WEF 7: Stomp in the Swamp                                                                | 1999年10月9日  |

## 獲得タイトル
- 5150 Combat Leagueライト級王座（2010年）

## 出演
- ドラゴン・アイズ（英語版）（2012年）